# Équipe du Rwanda féminine de football
Cet article traite de l'équipe féminine. Pour l'équipe masculine, voir Équipe du Rwanda de football.
Maillots
L'équipe du Rwanda féminine de football est une sélection des meilleures joueuses rwandaises sous l'égide de la Fédération rwandaise de football association.

## Histoire
Le premier match officiel du Rwanda est une rencontre face au Kenya le 16 février 2014 pour le compte du premier tour des qualifications du Championnat d'Afrique de football féminin 2014 ;  les Rwandaises s'imposent sur le score de 1 buts à 0. Elles seront éliminées au tour suivant contre le Nigeria, avec une lourde défaite 8-0 au match retour.

## Classement FIFA
| Année              | 2014 | 2015 | 2016 | 2017 | 2018 |
| ------------------ | ---- | ---- | ---- | ---- | ---- |
| Classement mondial | 133  | 141  | 120  | 105  | 137  |